# Figura Stúdió Színház
A Figura Stúdió Színház Gyergyószentmiklós színháza, alapítását tekintve sorrendben a hetedik magyar színház Erdélyben. Magát a nem-hagyományos, kísérleti színházi törekvések letéteményeseként határozza meg. Célja, hogy sajátos formanyelvet alakítson ki, új közönségrétegeket szólítson meg, akik igényeit a hagyományos kőszínházi struktúra nem elégíti ki.

## Története
A Figura Stúdió Színház az egyetlen erdélyi színház, amely amatőr kísérleti mozgalomként indult. 1984-ben indult a színjátszócsoport, Bocsárdi László vezetésével, 1990-ig amatőr mozgalomként létezett. Már ezekben az években pezsgő színházi műhelyként tartották számon, amely jelentős színházi produkciókkal gazdagította az erdélyi színházi palettát, és olyan jelentős színjátszókat vonzott maga köré, akik később meghatározó alakjaivá váltak a romániai, illetve az összmagyar színházi életnek (a legtöbben a marosvásárhelyi és kolozsvári színiegyetemeken szereztek diplomát). Egykori jeles tagjai közé tartozott az alapító Bocsárdi László, Bocsárdi Angi Gabriella, Pálffy Tibor, Szabó Tibor, stb.
1990-től intézményesített formában működhetett tovább a társulat minisztériumi jóváhagyással, Figura Stúdió Színház néven. Az azóta legendává vált Bocsárdi-rendezéssel, Alfred Jarry Übü királyával indult a „hivatásos” korszak. A színház ettől kezdve fokozatosan a hivatásosodás útjára lépett, előbb félprofi, majd kizárólag hivatásosokkal működő színtársulattal rendelkezett (mára csak hivatásos színészeket foglalkoztat).

### Előadások
- 1990-1994 között létrejött fontosabb előadások: Alfred Jarry: Übü király, Samuel Beckett: Koponyatorony (A játszma vége), Sławomir Mrożek: Ház a határon, Castello de Castellani: Játék a tékozló fiúról, Balassi Bálint: Szép magyar komédia, Ödön von Horváth: Kasimir és Karoline, Lázár Ervin: A kisfiú és az oroszlánok, Piroska és a farkas (I.-II.) és az évente megrendezett Szent-Miklós játékok.

Ezenkívül stúdióelőadás keretében bemutatta a Pöszmékör c. modern zenés előadást; Castellano de Castellani: Játék a tékozló fiúról stúdióváltozatát, valamint Turgenyev: Egy hónap falun c. darabjának rövidített változatát.
- 1994–1995 között közös produkciók születtek a Sepsiszentgyörgyi Tamási Áron Színházzal: Euripidész – Iphigénia Auliszban, Carlo Goldoni – A hazug, Jevgenyij Svarc – Az Árnyék
- 1996–1997: Görgey Gábor: Örömállam, Szőcs Géza: Rómeó és Júlia (Shakespeare játék)
- 1997–1998: Witkiewicz: Az őrült és az apáca, Petőfi egy kicsit másként (verses-zenés összeállítás), Imets Dénes – Gál Sándor éjszakája, Arlecchino az alvilágban (commedia dell' arte)
- 1998–1999: Tamási Zoltán: A Történelem kereke (Shakespeare művek alapján), Mrożek: Emigránsok, Jean Anouilh: Ardéle, avagy szeret, nem szeret... .
- 1999–2000: Peter Weiss: Mockinpott úr kínjai és meggyógyíttatása (groteszk komédia), Hubay-Vas-Ránki: Egy szerelem három éjszakája, Bohócos barangolások (interaktiv gyerekelőadás), János az Arany (összeállítás Arany János versei nyomán), Sütő András: Káin és Ábel[1]
- 2000-2001: Búskomor Arany-kor, A.P.Csehov: Lakodalom és Hattyúdal című egyfelvonásosai nyomán:... nem bírtok játszani rajtam, Főzzünk, főzzünk valamit (dalok, versek, játékok gyerekeknek), Harold Pinter: A születésnap.
- 2001-2002: Szalonspicc, Fodor Sándor: Csipike, Samuel Beckett: Godot-ra várva, Petőfi Sándor: A helység kalapácsa
- 2002-2003: Aiszkhülosz: Agamemnón, Wedekind: Lulu, Grimm fivérek: A brémai muzsikusok, Thuróczy Katalin – Horváth Károly: Filléres komédia.
- 2003-2004: Nuca (Wass Albert: A funtineli boszorkány c. regénye nyomán), Molière: Scapin furfangjai, A. P. Csehov: Leánykérés, A. P. Csehov: Medve, Fagyöngyszüret (közös produkció a marosvásárhelyi Ariel Színházzal), A malom (táncjáték), Wilhelm Hauff: A gólyakalifa
- 2004-2005: Infinitivusz (vers-hang-játék, Pilinszky versei és naplórészletei), Fiatal életek indulója (in memoriam József Attila), Hagyaték (a Figura Stúdió Színház és a Hóvirág Táncegyüttes közös emlékműsora), Molnár Ferenc: Üvegcipő, Benedek Elek: Szerencsefi, A. P. Csehov: Lakodalom
- 2005-2006: Láng Zsolt: Télikert, Történetek a láthatatlan városból, Georges Feydeau: Zsákbamacska, Wilhelm Hauff: Orros, a törpe, Szaggató (mozgásszínházi előadás)
- 2006-2007: Vaszilij Szigarev: Fekete tej, Bornemissza Péter: Magyar Elektra, Az ezeregyéjszaka meséiből: Abul Hasszán, a rosszcsont, Rókajáték (Ben Jonson Volpone c. pénzkomédiája alapján)
- 2007-2008: Samuel Beckett: 3 tánc Beckettre, Kiss Csaba: Világtalanok, Thuróczy Katalin: Szandrosz, Federico García Lorca: Yerma, Grimm fivérek: Jancsi és Juliska, Pierre-Augustin Caron de Beaumarchais: Figaro házassága
- 2008-2009: Játszótér, Georg Büchner: Leonce és Léna, Ima az emberért (emlékezés az 1848-as szabadságharcra), Kárpáti Péter: Pájinkás János, Tor Äge Bringsvaerd – Papadimitriu Grigorisz: A hatalmas színrabló
- 2009-2010: Barabás Olga nyomán: Krimi, Danyi Zoltán: Napút a cédrus árnyékában, Perszónák, '48-as női sorsok, Jevgenyij Griskovec: Tél, William Shakespeare: Minden jó, ha vége jó, Benedek Elek: Többsincs királyfi
- 2010-2011: Peter Handke: Az óra, amikor semmit nem tudtunk egymásról, Georg Büchner: Woyzeck, Katona Imre: A téboly hétköznapjai, Török Zoltán szövege alapján: Nagynyavalya (zenés politikai moralizálás), A titok, Carlo Goldoni: A hazug
- 2011-2012: Budaházi Attila–Victor Ioan Frunză: Szép új világ, Arany-légy, Sebestyén Rita: Kantarzsíni bolhapiac, H. C. Andersen – Jevgenyij Svarc: Hókirálynő
- 2012-2013: Nyikolaj Koljada: Murlin Murlo, Klenódium, Karinthy Ferenc: Bösendorfer, Háy János: Mandragóra, Zalán Tibor: Szamár a torony tetején, Utolsó pillanat
- 2013-2014: Roland Schimmelpfennig: Az arab éjszaka, William Shakespeare: Szentivánéji álom, Carlo Goldoni: Mirandolina, Márkó Eszter: Füttyös kalandjai
- 2014-2015: Marie Jones: Kövekkel a zsebében, Václav Čtvrtek–Kárpáti Péter: Rumcájsz, a rabló, David Harrower: Kés a tyúkban, Übüség, Csehov– Kiss Csaba: De mi lett a nővel?
- 2015-2016: Barabás Olga: A 12-es kórterem, Moșu Norbert-László: Incanto, Ion Luca Caragiale: Zűrzavaros éccaka, Matei Vișniec: Nyina, Friedrich Dürrenmatt: Fizikusok, Székely Csaba: A Homokszörny
- 2016-2017: Moșu Norbert-László–Biró Réka: Az élet fája, Egyetlen, Racine: Phaedra, Anyegin, Parti Nagy Lajos–Darvas Ferenc: Ibusár, Theresia Walser: Közel sincs már e vadság erdeinkben
- 2017-2018: Marius von Mayenburg: Mártírok, Elise Wilk: Hideg, Frank Wedekind: A tavasz ébredése, Felsültek vs. Szerelem, Kubiszyn Viktor műve nyomán: Drognapló, Eve Ensler műve nyomán: V-monológok, Akiválasztott, Demeter Kata: A legkisebb boszorkány (Lázár Ervin meséje nyomán)
- 2018-2019: Füst, avagy a színház elfoglalása, Mike Leigh: Abigail bulija, Martin McDonagh: Macskabaj, Tennessee Williams: A vágy villamosa, Ondřej Novotný: Összeomlás, A. P. Csehov: A három nővér
- 2019-2020: Tamás Boglár–Tamás Gyopár: Persze, Örkény István: Tóték, Lázár Ervin meséi nyomán: A Négyszögletű Kerek Erdő, Botházi Mária: Biorobot
- 2020-2021: Long–Singer–Borgeson: Shakespeare Összes Rövidítve (S.Ö.R.), Gianina Cărbunariu: Stop the Tempo!, A. P. Csehov: Sirály, Füst Milán: Boldogtalanok

## Fesztiválok
A Figura Stúdió Színház több jelentős színházi fesztivál házigazdája:
- Kétévente megszervezik a Romániai Kisebbségi Színházak Kollokviumát, mely a Romániában működő 14 magyar és két német színháznak (társulatnak), a bukaresti Giuvlipen Színházi Társulatnak, illetve a Bukaresti Zsidó Színháznak nyújt lehetőséget a rendszeres találkozásra, szakmai tapasztalatcserére.
- Kétévente rendezik meg a dance.movement.theater fesztivált, amely a tánc- és mozgásszínházi produkciók, társulatok seregszemléje.
- Hagyományosan megünnepli a társulat alapításának kerek évfordulóit is. 2009-ben, a Kisebbségi Színházak Kollokviumával egybekötve ünnepelte fennállásának 25 éves évfordulóját a színház, mely alkalomból emlékfát is avattak, melyen valamennyi volt és jelenlegi figurás nevét megörökítették.[3] 2018-ban a Figura 35 éves évfordulóját ünnepelte, melynek tiszteletére megszervezték a FiguraFeszt miniévadot.

## Igazgatók
Alakulása óta a színház élén álló igazgatók voltak (időrendben):
- Árus Zsolt
- Bocsárdi László
- Györffi Kálmán
- Pázmán Attila
- Kolozsi Kilián
- Szabó Tibor András
- Béres László
- Czegő Csongor
- Albu István

## Épülete
A Figura Stúdió Színháznak a Gyergyószentmiklósi Művelődési Központ épülete ad helyet. A nagyterem mellett stúdióterme is van az épületnek, amelyet a 2003-ban elhunyt színésznőről, Bocsárdi Angi Gabrielláról neveztek el.

## Társulat

### A társulat tagjai
- Albu István – igazgató, rendező
- Bartha Boróka – színész
- Faragó Zénó – színész
- Gedő Zsolt – színész
- Kolozsi Borsos Gábor – színész
- Máthé Annamária – színész
- Moșu Norbert-László – színész
- Szilágyi Míra – színész
- Tamás Boglár – színész
- Vajda Gyöngyvér – színész

### Ősfigurások
Árus Katalin, Árus Zsolt, Barabás Zsolt, Berei Csilla, Berszán György, Bocsárdi Gabriella, Bocsárdi László, Bogdán Zsolt, Borzási Mária, Borzási Sándor, Fodor Csaba, Fodor Emília, Fülöp Hajnal, Gáll Zádor, Gergely Katalin, Kasztl Csaba, Katyi Antal, Kémenes Ildikó, Kulcsár Edit, Lőrincz András, Madaras Attila, Nagy Árpád, Nagy Géza, Nagy Katalin, Panigai Ilona, Pázmán Attila, Szabó Éva, Szabó Levente, Szász Levente, Szakács László, Székely Magyar Hunor, Török Ilona, Török Tibor, Török Zoltán, Vincze Csilla.

### Rendezők, akik a Figuránál dolgoztak
András Lóránt, Angelus Iván, Anger Zsolt, Árkosi Árpád, Balogh Attila, Barabás Árpád, Barabás Olga, Bartha József, Béres László, Bicskei István, Bocz-Mészáros Zoltán, Bocsárdi László, Botond Nagy, Botos Bálint, Bozsik Yvette, Czegő Csongor, Cseke P. Péter, Csiki Zsolt, Csuja László, Dávid A. Péter, Dézsi Szilárd, Döbrei Dénes, Faragó Zénó, Florin Vidamski, Gelu Badea, Goda Gábor, Györfi Csaba, Harsányi Zsolt, Hatházi András, Hudi László, Katona Imre, Keresztes Attila, Kolozsi Kilián, Kovács Levente, Kövesdy István, Lantos László, Leta Popescu, Liviu Pancu, Márkó Eszter, Nagy Regina, Patkó Éva, Sajnár Zsolt, Sardar Tagirovsky, Szabó Nagy András Mihály, Sorin Militaru, Tamási Zoltán, Török Zoltán, Uray Péter, Vadas László, Vava Ștefănescu, Veress László, Victor Ioan Frunză, Zakariás Zalán.